# Tam Lộc
Tam Lộc là một xã thuộc huyện Phú Ninh, tỉnh Quảng Nam, Việt Nam.
Xã Tam Lộc có diện tích 34,41 km², dân số năm 2019 là 6.746 người, mật độ dân số đạt 196 người/km².